# Mejora vegetal
La mejora vegetal, el fitomejoramiento o mejoramiento vegetal es la técnica para diseñar la genética de las plantas en beneficio de la humanidad. Existen varias aproximaciones al mejoramiento genético: la más simple, consiste en seleccionar las plantas más vigorosas a fin de que actúen de parentales durante cruces dirigidos, lo que en principio transmitirá ese vigor a la progenie; no obstante, existen técnicas moleculares más avanzadas que ayudan a esta selección.
La mejora (o mejoramiento) vegetal es una disciplina de miles de años de antigüedad, cercana al origen de la civilización. Hoy en día, la practican granjeros y jardineros, así como mejoradores vegetales empleados por instituciones del gobierno, universidades e industrias del sector. 
Su objetivo, el desarrollo de variedades de mayor productividad, resistencia a patógenos, resistencia a estrés o de líneas adaptadas a condiciones locales.

## Fitomejoramiento clásico

El cultivo selectivo amplió los rasgos deseados de la planta de repollo silvestre (Brassica oleracea) durante cientos de años, lo que resultó en docenas de cultivos agrícolas actuales. El repollo, la col rizada, el brócoli y la coliflor son todos cultivares de esta planta..

Una de las principales técnicas de fitomejoramiento es la selección, el proceso de propagar selectivamente plantas con características deseables y eliminar o "sacrificar" aquellas con características menos deseables.
Otra técnica es el mestizaje deliberado (cruzamiento) de individuos parientes cercanos o lejanos para producir nuevas variedades o líneas de cultivos con propiedades deseables. Las plantas se cruzan para introducir rasgos / genes de una variedad o línea en un nuevo trasfondo genético. Por ejemplo, un moho resistente a guisante puede ser cruzado con un alto rendimiento, pero susceptible de guisante, el objetivo del ser cruz para introducir resistencia al moho sin perder las características de alto rendimiento. La progenie del cruce se cruzaría luego con el progenitor de alto rendimiento para garantizar que la progenie fuera más parecida al progenitor de alto rendimiento (retrocruzamiento). La progenie de ese cruce se analizaría luego para determinar el rendimiento (selección, como se describió anteriormente) y la resistencia al moho y las plantas resistentes de alto rendimiento se desarrollarían más. Las plantas también pueden cruzarse con ellas mismas para producir variedades consanguíneas para la reproducción. Los polinizadores pueden ser excluidos mediante el uso de bolsas de polinización .
La reproducción clásica se basa en gran medida en la recombinación homóloga entre cromosomas para generar diversidad genética. El fitomejorador clásico también puede hacer uso de varias técnicas in vitro como la fusión de protoplastos, el rescate de embriones o la mutagénesis (ver más abajo) para generar diversidad y producir plantas híbridas que no existirían en la naturaleza.
Los rasgos que los criadores han intentado incorporar a las plantas de cultivo incluyen:
- Calidad mejorada, como mayor nutrición, mejor sabor o mayor belleza
- Mayor rendimiento del cultivo.
- Mayor tolerancia a las presiones ambientales ( salinidad, temperaturas extremas, sequía )
- Resistencia a virus, hongos y bacterias.
- Mayor tolerancia a las plagas de insectos.
- Mayor tolerancia a herbicidas.
- Mayor período de almacenamiento para la cosecha recolectada

### Antes de la Segunda Guerra Mundial

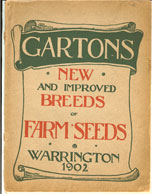
Catálogo de semillas de Garton de 1902

Las empresas comerciales exitosas de fitomejoramiento se fundaron a fines del siglo XIX. Gartons Agricultural Plant Breeders en Inglaterra fue establecido en la década de 1890 por John Garton, quien fue uno de los primeros en comercializar nuevas variedades de cultivos agrícolas creados mediante polinización cruzada. La primera introducción de la empresa fue Abundance Oat, una de las primeras variedades de cereales agrícolas obtenidas a partir de un cruce controlado, introducida en el comercio en 1892.
A principios del siglo XX, los fitomejoradores se dieron cuenta de que los hallazgos de Mendel sobre la naturaleza no aleatoria de la herencia se podían aplicar a las poblaciones de plántulas producidas mediante polinizaciones deliberadas para predecir las frecuencias de diferentes tipos. Los híbridos de trigo se obtuvieron para aumentar la producción agrícola de Italia durante la llamada " Batalla por el grano " (1925-1940). La heterosis fue explicada por George Harrison Shull. Describe la tendencia de la progenie de un cruce específico a superar a ambos padres. La detección de la utilidad de la heterosis para el fitomejoramiento ha llevado al desarrollo de líneas endogámicas que revelan una ventaja de rendimiento heterótico cuando se cruzan. El maíz fue la primera especie en la que se utilizó ampliamente la heterosis para producir híbridos.
También se desarrollaron métodos estadísticos para analizar la acción de los genes y distinguir la variación hereditaria de la variación causada por el medio ambiente. En 1933, Marcus Morton Rhoades describió otra importante técnica de mejoramiento, la esterilidad masculina citoplásmica (CMS), desarrollada en el maíz. El CMS es un rasgo heredado de la madre que hace que la planta produzca polen estéril. Esto permite la producción de híbridos sin la necesidad de un desespillado intensivo en mano de obra.
Estas primeras técnicas de reproducción dieron como resultado un gran aumento del rendimiento en los Estados Unidos a principios del siglo XX. No se produjeron aumentos de rendimiento similares en otros lugares hasta después de la Segunda Guerra Mundial , la Revolución Verde aumentó la producción de cultivos en el mundo en desarrollo en la década de 1960.

### Después de la Segunda Guerra Mundial

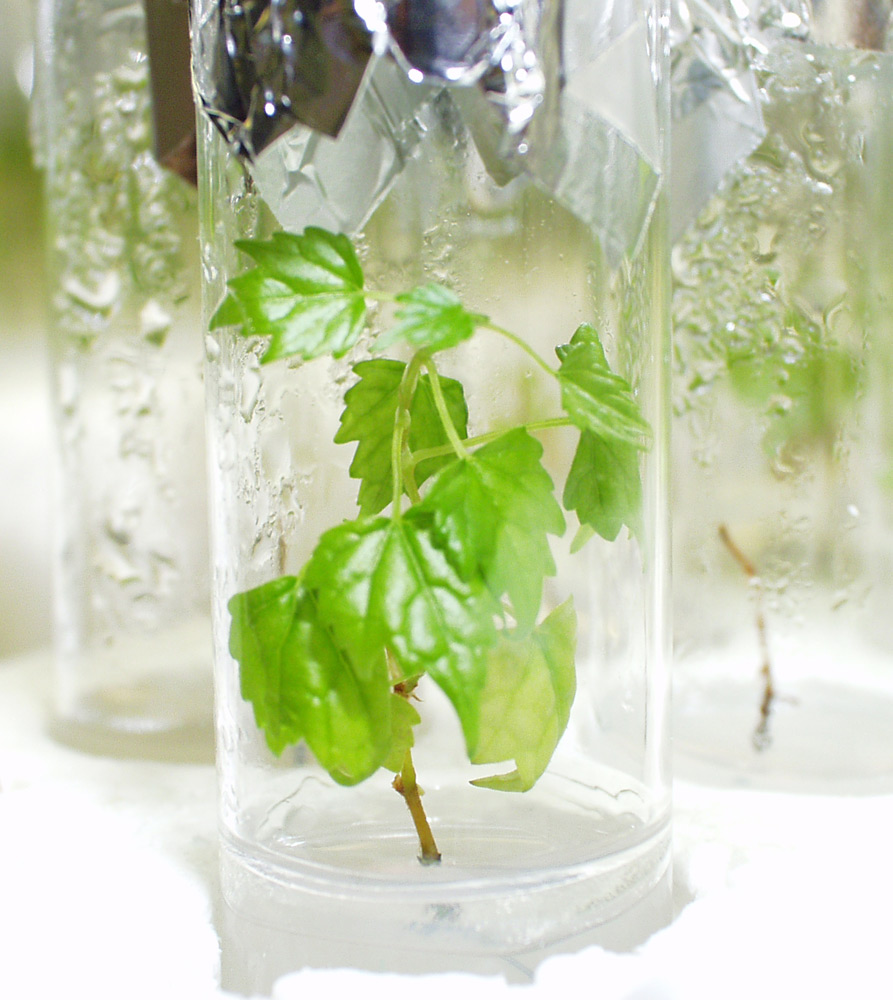
Cultivo in vitro de Vitis (vid), Geisenheim Grape Breeding Institute.

Después de la Segunda Guerra Mundial se desarrollaron una serie de técnicas que permitieron a los fitomejoradores hibridar especies relacionadas lejanamente e inducir artificialmente la diversidad genética.
Cuando se cruzan especies lejanas, los fitomejoradores utilizan una serie de técnicas de cultivo de tejidos vegetales para producir progenie a partir de un apareamiento que de otro modo sería infructuoso. Los híbridos interespecíficos e intergenéricos se producen a partir de un cruce de especies o géneros relacionados que normalmente no se reproducen sexualmente entre sí. Estos cruces se conocen como cruces anchos. Por ejemplo, el cereal triticale es un híbrido de trigo y centeno. Las células de las plantas derivadas de la primera generación creada a partir del cruce contenían un número desigual de cromosomas y, como resultado, eran estériles. El inhibidor de la división celular colchicinase utilizó para duplicar el número de cromosomas en la célula y así permitir la producción de una línea fértil.
La imposibilidad de producir un híbrido puede deberse a incompatibilidad antes o después de la fertilización. Si la fertilización es posible entre dos especies o géneros, el embrión híbrido puede abortar antes de la maduración. Si esto ocurre, el embrión resultante de un cruce interespecífico o intergenérico a veces puede ser rescatado y cultivado para producir una planta completa. Este método se conoce como Embryo Rescue. Esta técnica se ha utilizado para producir nuevo arroz para África, un cruce interespecífico de arroz asiático (Oryza sativa) y arroz africano (Oryza glaberrima).
Los híbridos también se pueden producir mediante una técnica llamada fusión de protoplastos. En este caso, los protoplastos se fusionan, generalmente en un campo eléctrico. Los recombinantes viables se pueden regenerar en cultivo.
Los mutágenos químicos como EMS y DMS, la radiación y los transposones se utilizan para generar mutantes con rasgos deseables para ser cruzados con otros cultivares, un proceso conocido como Mejoramiento por Mutación. Los fitomejoradores clásicos también generan diversidad genética dentro de una especie al explotar un proceso llamado variación somaclonal, que ocurre en plantas producidas a partir de cultivos de tejidos, particularmente plantas derivadas de callos. También se puede utilizar la poliploidía inducida y la adición o eliminación de cromosomas mediante una técnica llamada ingeniería cromosómica.
Cuando se ha introducido un rasgo deseable en una especie, se realizan varios cruces con el padre favorito para hacer que la nueva planta sea lo más similar posible al padre favorito. Volviendo al ejemplo del cruce del guisante resistente al moho con un guisante de alto rendimiento pero susceptible, para hacer que la progenie resistente al moho del cruce se parezca más al padre de alto rendimiento, la descendencia se cruzará con ese padre durante varias generaciones (Ver retrocruzamiento). Este proceso elimina la mayor parte de la contribución genética del padre resistente al moho. El cultivo clásico es, por tanto, un proceso cíclico. 
Con las técnicas de reproducción clásicas, el obtentor no sabe exactamente qué genes se han introducido en los nuevos cultivares. Por lo tanto, algunos científicos sostienen que las plantas producidas mediante métodos de reproducción clásicos deberían someterse al mismo régimen de pruebas de seguridad que las plantas modificadas genéticamente . Ha habido casos en los que las plantas obtenidas mediante técnicas clásicas no han sido aptas para el consumo humano, por ejemplo, el veneno de solanina aumentó involuntariamente a niveles inaceptables en ciertas variedades de papa mediante el fitomejoramiento. Las nuevas variedades de papa a menudo se analizan en busca de niveles de solanina antes de llegar al mercado. 
Incluso con lo último en mejoramiento convencional asistido por biotecnología, la incorporación de un rasgo requiere un promedio de siete generaciones para cultivos propagados por clonación, nueve para autofertilización y diecisiete para polinización cruzada.

## Mejoramiento vegetal moderno
El fitomejoramiento moderno puede utilizar técnicas de biología molecular para seleccionar, o en el caso de modificación genética, para insertar, rasgos deseables en las plantas. La aplicación de la biotecnología o biología molecular también se conoce como mejoramiento molecular.

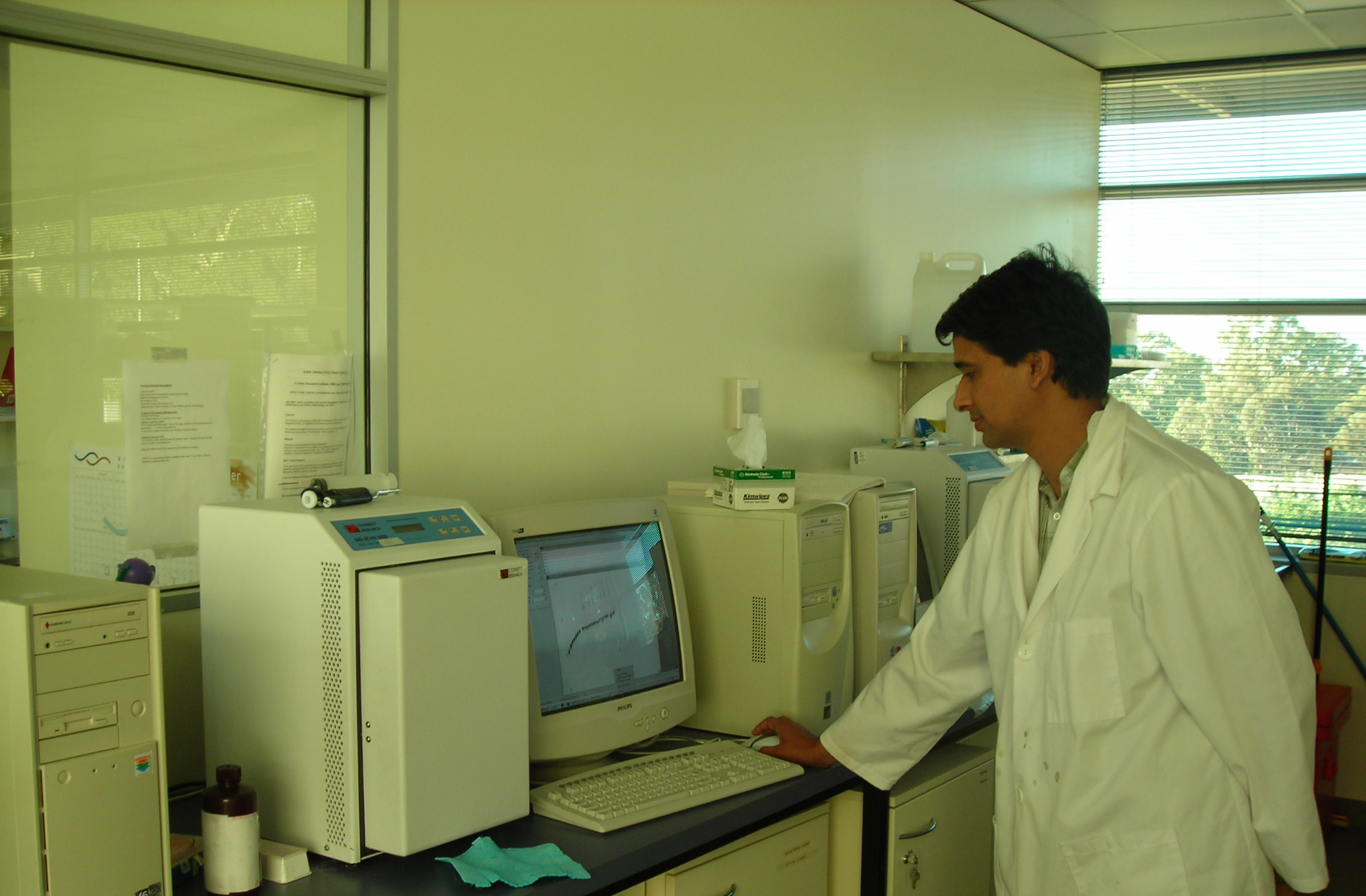
Las modernas instalaciones de biología molecular se utilizan ahora en el fitomejoramiento.

### Selección asistida por marcadores
A veces, muchos genes diferentes pueden influir en un rasgo deseable en el fitomejoramiento. El uso de herramientas como marcadores moleculares o huellas dactilares de ADN puede mapear miles de genes. Esto permite a los fitomejoradores seleccionar grandes poblaciones de plantas en busca de aquellas que posean el rasgo de interés. El cribado se basa en la presencia o ausencia de un determinado gen según lo determinado por procedimientos de laboratorio, más que en la identificación visual del rasgo expresado en la planta. El propósito de la selección asistida por marcadores, o análisis del genoma vegetal, es identificar la ubicación y función (fenotipo) de varios genes dentro del genoma. Si se identifican todos los genes, conduce a la secuencia del genoma. Todas las plantas tienen diferentes tamaños y longitudes de genomas con genes que codifican proteínas diferentes, pero muchas también son iguales. Si se identifica la ubicación y función de un gen en una especie de planta, es probable que también se pueda encontrar un gen muy similar en una ubicación similar en el genoma de otra especie relacionada.

### Reproducción inversa y haploides duplicados (DH)
Se pueden producir plantas homocigotas con rasgos deseables a partir de plantas de partida heterocigotas, si se puede producir una célula haploide con los alelos para esos rasgos, y luego se puede usar para hacer un haploide doble. El haploide doble será homocigoto para los rasgos deseados. Además, se pueden usar dos plantas homocigotas diferentes creadas de esa manera para producir una generación de plantas híbridas F1 que tienen las ventajas de la heterocigosidad y una mayor variedad de posibles rasgos. Por lo tanto, una planta heterocigota individual elegida por sus características deseables se puede convertir en una variedad heterocigota (híbrido F1) sin necesidad de reproducción vegetativa.pero como resultado del cruce de dos líneas haploides homocigóticas / duplicadas derivadas de la planta seleccionada originalmente. El cultivo de tejidos vegetales puede producir líneas y generaciones de plantas haploides o dobles haploides. Esto reduce la diversidad genética tomada de esa especie de planta para seleccionar rasgos deseables que aumentarán la aptitud de los individuos. El uso de este método disminuye la necesidad de criar múltiples generaciones de plantas para obtener una generación que sea homogénea para los rasgos deseados, lo que ahorra mucho tiempo con respecto a la versión natural del mismo proceso. Hay muchas técnicas de cultivo de tejidos vegetales que pueden usarse para lograr plantas haploides, pero el cultivo de microesporas es actualmente el más prometedor para producir la mayor cantidad de ellas.

### Modificación genética
La modificación genética de las plantas se logra agregando un gen o genes específicos a una planta, o mediante la anulación de un gen con ARNi , para producir un fenotipo deseable. Las plantas resultantes de la adición de un gen se denominan a menudo plantas transgénicas. Si para la modificación genética se utilizan genes de la especie o de una planta cruzable bajo el control de su promotor nativo, entonces se denominan plantas cisgénicas. A veces, la modificación genética puede producir una planta con el rasgo o rasgos deseados más rápido que el mejoramiento clásico porque la mayoría del genoma de la planta no se altera.
Para modificar genéticamente una planta, se debe diseñar una construcción genética de modo que la planta exprese el gen que se agregará o eliminará. Para ello, se debe introducir en la planta un promotor para impulsar la transcripción y una secuencia de terminación para detener la transcripción del nuevo gen, y el gen o genes de interés. También se incluye un marcador para la selección de plantas transformadas. En el laboratorio, la resistencia a los antibióticos es un marcador de uso común: las plantas que se han transformado con éxito crecerán en medios que contengan antibióticos; las plantas que no hayan sido transformadas morirán. En algunos casos, los marcadores para la selección se eliminan mediante retrocruzamiento con la planta madre antes de su lanzamiento comercial.
La construcción puede insertarse en el genoma de la planta mediante recombinación genética utilizando la bacteria Agrobacterium tumefaciens o A. rhizogenes, o mediante métodos directos como la pistola de genes o la microinyección. El uso de virus de plantas para insertar construcciones genéticas en plantas también es una posibilidad, pero la técnica está limitada por el rango de hospedadores del virus. Por ejemplo, el virus del mosaico de la coliflor (CaMV) solo infecta la coliflor y especies relacionadas. Otra limitación de los vectores virales es que el virus no suele transmitirse a la progenie, por lo que es necesario inocular todas las plantas.
La mayoría de las plantas transgénicas liberadas comercialmente se limitan actualmente a plantas que han introducido resistencia a plagas de insectos y herbicidas. La resistencia a los insectos se logra mediante la incorporación de un gen de Bacillus thuringiensis (Bt) que codifica una proteína que es tóxica para algunos insectos. Por ejemplo, el gusano de la cápsula del algodón, una plaga común del algodón, se alimenta de algodón Bt, ingiere la toxina y muere. Los herbicidas generalmente actúan uniéndose a ciertas enzimas vegetales e inhibiendo su acción.  Las enzimas que inhibe el herbicida se conocen como el sitio objetivo del herbicida. La resistencia a los herbicidas se puede diseñar en cultivos mediante la expresión de una versión de la proteína del sitio objetivo que no es inhibida por el herbicida. Este es el método utilizado para producir plantas de cultivo resistentes al glifosato ("Roundup Ready").
La modificación genética puede aumentar aún más los rendimientos al aumentar la tolerancia al estrés en un entorno determinado. Las tensiones, como la variación de temperatura, se señalan a la planta a través de una cascada de moléculas de señalización que activarán un factor de transcripción para regular la expresión génica . Se ha demostrado que la sobreexpresión de genes particulares implicados en la aclimatación al frío produce más resistencia a la congelación, que es una causa común de pérdida de rendimiento.
La modificación genética de plantas que pueden producir productos farmacéuticos (y productos químicos industriales), a veces llamada pharming, es un área nueva bastante radical del fitomejoramiento.